# Ligamentum inguinale reflexum
Ligamentum inguinale reflexum je vaz u savců spojující Naeolovu aponeurosu (klinický název pro úpon m. pyramidalis na os pubis před m. rectus abdominis) a gubernaculum testis ve skrotu. Vaz prochází třísleným kanálem a vyplňuje mediokaudální úhel anulus inguinalis superficialis. Svůj název "reflexum" získal, protože reflektuje sestup varlat, se kterými sdílí některé obaly (fascia spermatica interna, periorchium, epiorchium). Vaz je u člověka rudimentární, většího významu nabýval u zástupců řádu Marsupialia.
Pro označení vazu je používá také eponyma ligamentum Collesi.
Vaz chybí u 5 až 7 % mužů, jeho absence nezpůsobuje žádné následky. Ligamentum se nachází i u žen, kde se upíná na ligamentum teres uteri, spojitost je pravděpodobná s břišním vakem vačnatců.